# Strzebowiska
Strzebowiska (ukrán nyelven: Струбовиська, Strubovys’ka) Lengyelország délkeleti részén, a Kárpátaljai vajdaságban, a Leskói járásban fekvő kis község, közel a lengyel-szlovák határhoz.
A településen mindössze 50 fő él.

## Fordítás
Ez a szócikk részben vagy egészben  a   Strzebowiska című angol Wikipédia-szócikk ezen változatának fordításán alapul.  Az eredeti cikk szerkesztőit annak laptörténete sorolja fel. Ez a jelzés csupán a megfogalmazás eredetét és a szerzői jogokat jelzi, nem szolgál a cikkben szereplő információk forrásmegjelöléseként.